# Wieszynty
Wieszynty (lit. Viešintos) – miasteczko na Litwie, na Auksztocie, nad Wieszyntą, w okręgu uciańskim, w rejonie oniksztyńskim, 22 km na północny zachód od Onikszt; siedziba gminy Wieszynty; 383 mieszk. (2001); kościół, szkoła, urząd pocztowy.